# Alona Hertha
Alona Hertha (născută pe 31 ianuarie 1987 în Speyer) este un model german, Playmate și actriță de origine filipineză.

## Carieră
Alona Hertha și-a petrecut copilăria în Bellheim. Și-a terminat studiile ca manager de hotel în Austria și Elveția. A început să fie model în 2015, la vârsta de 28 de ani. În 2019, Alona Hertha a participat cu succes la concursul „Traumatica Moon Servants” în cadrul evenimentului „Horror Nights” de la Europa-Park din Rust. Acest lucru a calificat-o pentru o ședință foto Playboy, care a avut loc în anul următor. S-a clasat pe locul doi în concursul Playmate of the Year din 2021. În 2024, a participat la o ședință foto cu revista Pinay, devenind prima germană de origine filipineză care a apărut acolo. Hertha a început să apară în filme în 2019. Hertha și-a făcut debutul în film în „The Dark Knight” cu Ralf Möller. Au urmat filme precum „Live or Let Die”, „Wrongful Death (1 și 2)” și „The Dark Knight”.

## Filmografie
- The Dark Knight (2020)
- Live or Let Die (2020)
- Wrongful Death (2023)
- Waterdrop (2023; videoclip muzical)
- Wrongful Death 2: Deadlines (2025)

## Shooting
- Playboy Germany (2020, 2021)
- Pinay Magazine (2024)

## Linkuri web
- Alona Hertha - Miss September 2020
- PLAYMATE, MODEL UND SCHAUSPIELERIN ALONA HERTHA IST WRESTLINGFAN
- Alona Hertha
- Alona Hertha aus dem pfälzischen Bellheim gewinnt Wahl im Europa Park in Rust
- Alona Hertha ist Traumatica Moon Servant Girl 2019
- Wahl zum Playmate des Jahres
- Action-Dreh: Mit Ralf Möller vor der Kamera
- Schnelle Autos und viel Adrenalin: Model Alona Hertha dreht mit Ralf Möller